# Hospital Carmen y Severo Ochoa
El Hospital Carmen y Severo Ochoa es un hospital público situado en Cangas del Narcea, (Asturias, España). Pertenece al área sanitaria II del Principado de Asturias y está gestionado por el SESPA

## Historia
A finales de 1980, en Cangas de Nercea y los municipios colindantes (como Allande, Degaña, Ibias, y Tineo) sólo contaban con los llamados Centros Subcomarcales de Sanidad y los Centros de Higiene Rural, sumando en total 17 médicos para toda el área.
El Ministerio de Sanidad aprobó la planificación de un hospital comarcal, ya que a pesar de tener una población dispersa de alrededor de 51.000 habitantes, la extensión y las difíciles comunicaciones hacían conveniente la creación del nuevo hospital.
El 27 de junio de 1986 fue inaugurado por el ministro de Sanidad Ernest Lluch, Pedro de Silva, presidente del Principado de Asturias, el científico Santiago Grisolía,  José Manuel Cuervo, alcalde de Cangas del Narcea, y la persona que bautizó con su nombre el hospital, el médico y científico español Severo Ochoa, premio Nobel de Medicina. Su mujer Carmen García Cobián había fallecido recientemente.
En 1987 trabajaban en todo el área sanitaria 276, y en el  primer año completo de funcionamiento se atendieron 20.787 consultas.  En 2009, se atendieron 42.836 consultas. 

## Cobertura Asistencial
El hospital atiende a una población aproximada de 23.000 personas, repartidos por 5 concejos de la Comarca de Oriente.

### Atención Primaria
Es el hospital asignado para 6 centros de salud y 9 consultorios de Atención Primaria, entre los que se incluyen: 
- Centro de Salud de Tineo

1. Consultorio de Navelgas
2. Consultorio de Bárzana
3. Consultorio de Xera
4. Consultorio de Tuña

- Centro de Salud de Cangas del Narcea

1. Consultorio de Bisuyu
2. Consultorio de Tubongu
3. Consultorio de San Xiulianu
4. Consultorio de La Venta

- Consultorio de Pola de Allande
- Consultorio de Berducedo
- Consultorio de San Antolín de Ibias
- Consultorio de Tormaleo
- Consultorio de Zarréu
- Consultorio de Degaña

## Cartera de servicios[7]
| - Aparato Digestivo - Cardiología - Hematología y Hemoterapia - Medicina Interna - Nefrología - Neumología - Neurología - Neurofisiología - Pediatría - Reumatología - Urgencias | - Cirugía General y de Aparato Digestivo - Obstetricia y Ginecología - Oftalmología - Otorrinolaringología - Traumatología y Cirugía Ortopédica - Urología | - Análisis Clínicos - Anatomía Patológica - Anestesiología y Reanimación - Bioquímica - Farmacia Hospitalaria - Medicina Intensiva - Psiquiatría - Psicología Clínica - Radiodiagnóstico - Rehabilitación |

## Personal[8]
En 2011, en el hospital trabajaban alrededor de 300 profesionales, 
- facultativos 66
- Personal sanitario no facultativo 165
- Otro personal 78

## Instalaciones y recursos
Está construido sobre una parcela de más de 5000 metros cuadrados.  
El hospital cuenta con:
- camas instaladas 103
- quirófanos 3
- consultas externas 14
- puestos de diálisis 10
- ecógrafos 4
- salas de radiografía 2
- tomógrafos computarizados 1

### Accesos
Al hospital se puede acceder por la carretera  AS-213 . Dispone de varias líneas de autobuses que paran cerca del hospital.